# 모토나카고야역
모토나카고야역(일본어: 本中小屋駅)은 일본 홋카이도 이시카리 군 도베쓰정에 위치한 홋카이도 여객철도 삿쇼 선 (가쿠엔토시 선)의 철도역이다. 단선 승강장 1면 1선의 구조를 갖춘 지상역이었다.

## 이용 현황
| 승차 인원 추이 | 승차 인원 추이 |
| 연도           | 1일 평균       |
| -------------- | -------------- |
| 1950년         | 57             |
| 1955년         | 66             |
| 1960년         | 122            |
| 1965년         | 151            |
| 1969년         | 114            |

## 역 주변
- 국도 제275호선

## 역사
- 1935년 10월 3일 : 일본국유철도 삿쇼 선 이시카리토베쓰 역 - 우라우스역 간 개통에 의해, 이 노선의 역으로서 개업. 일반역.
- 1944년 7월 21일 : 제2차 세계 대전 격화에 의해, 삿쇼 선의 이시카리토베쓰 역 - 이시카리쓰키가타역 간이 불요불급선으로 지정되었기 때문에, 이 역도 영업이 중단되었다.
- 1946년 12월 10일 : 삿쇼 선 이시카리토베쓰 역 - 우라우스 역 간의 영업 재개에 의해, 영업 재개.
- 1949년 6월 1일 : 일본국유철도법 시행에 의해, 일본국유철도가 승계.
- 1961년 6월 12일 : 업무위탁역으로 되다.
- 1972년 4월 15일 : 화물 취급 폐지.
- 1979년 2월 1일 : 소화물 취급 폐지. 동시에 간이위탁역으로 함. 무인화.
- 1987년 4월 1일 : 일본국유철도 분할 민영화에 의해, 홋카이도 여객철도가 승계.
- 1991년 3월 16일 : 삿쇼 선에 가쿠엔토시 선의 애칭을 설정.
- 1996년 3월 16일 : 삿쇼 선 중 이 역을 포함한 이시카리토베쓰 역 - 신토쓰카와역 간에 단독 운전 개시.
- 2000년 : 삿쇼 선 중 이 역을 포함한 소엔역 - 이시카리쓰키가타 역 간에 자동 진로 제어 장치를 도입.
- 2020년 5월 7일 : 폐역.

## 인접 역
| 홋카이도 여객철도          | 홋카이도 여객철도 | 홋카이도 여객철도        |
| -------------------------- | ----------------- | ------------------------ |
| 이시카리카나자와 소엔 방면 | ■ 삿쇼 선         | 나카고야 신토쓰카와 방면 |